# Soja Dmitrijewna Bucharowa

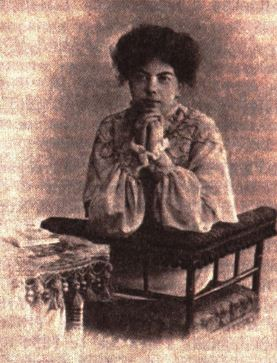
Soja Dmitrijewna Bucharowa

Soja Dmitrijewna Bucharowa (russisch Зоя Дмитриевна Бухарова; *  28. Januarjul. / 9. Februar 1876greg. in Amsterdam; † 1941 in Leningrad) war eine russische bzw. sowjetische Dichterin, Übersetzerin und Literaturkritikerin.

## Leben
Bucharowa, Tochter des Diplomaten Dmitri Nikolajewitsch Bucharow (1853–1889) und seiner Frau, der Sängerin Alexandra Wiktorowna Anitschkowa, und Enkelin des Lermontow-Kollegen und Puschkin-Bekannten Nikolai Iwanowitsch Bucharow († 1861), wuchs bei ihren Eltern im Ausland auf, so von 1885 bis 1888 in Jerusalem, wo sie im Pensionat beim katholischen Kloster untergebracht war. Nach dem Tod des Vaters 1889 kam sie  nach St. Petersburg und begann die Ausbildung im Pawlowski-Mädcheninstitut, die sie wegen Erkrankung nicht abschloss. Sie lebte nun auf dem elterlichen Familienlandgut bei Pskow. Ihre erste Veröffentlichung gab es 1892.
Nach der missratenen Heirat lebte Bucharowa mit ihren Kindern ab 1902 in St. Petersburg und beschäftigte sich mit Literatur und Theater. Ein Buch mit ihren Gedichten erschien 1903. Seitdem wurden ständig ihre Gedichte, Übersetzungen und Kritiken in entsprechenden Zeitschriften gedruckt. Sie übersetzte ins Russische Gedichte von Alfred de Musset und Gustaf af Geijerstam. Ihre besten Gedichte widmete sie in den 1910er Jahren dem Dichter Nikolai Kljujew. Sergei Jessenin widmete ihr 1916 seinen ersten Gedichtband. Mit Nikolai Rimski-Korsakow war sie befreundet gewesen.
Bucharowas Autobiografie erschien 1923.